# CKM
CKM (од пољ. Czasopismo Każdego Mężczyzny – Часопис Сваког Мушкарца) је био месечни порнографски часопис.
Основан је у Пољској и је се објављивао од јула 1998. до 2019. године. Оснивач и главни уредник је био Петар Гонтовски, а просечна продаја часописа је била око 97.500 примерака. Издање на српском језику је објављено први пут 2003. године, a последњи број изашао је у јулу 2013. године.